# Dennis, a komisz ismét pimasz
A Dennis, a komisz ismét pimasz (eredeti cím: Dennis the Menace Strikes Again!)  amerikai filmvígjáték, amely a Dennis, a komisz (1993) című mozifilm videófilmes folytatása, azonban teljesen új szereplőgárdával. Jeff Schechter és Tim McCanlies forgatókönyvéből Charles T. Kanganis rendezte, zenéjét Graeme Revell szerezte. A videófilmet a Warner Bros. Pictures és a Outlaw Productions készítette a Warner Bros. Family Entertainment forgalmazásában.
Az Amerikai Egyesült Államokban 1998. július 14-én, míg Magyarországon az év augusztus 13-án jelent meg VHS-en.

## Szereplők
| Szereplő         | Színész                     | Magyar hang     |
| ---------------- | --------------------------- | --------------- |
| George Wilson    | Don Rickles                 | Versényi László |
| Johnson nagypapa | George Kennedy              | Csurka László   |
| Dennis Mitchell  | Justin Cooper               | Szalay Csongor  |
| Martha Wilson    | Betty White                 | Fodor Zsóka     |
| Professzor       | Brian Doyle-Murray          | Tolnai Miklós   |
| Sylvester        | Scott „Carrot Top” Thompson | Stohl András    |
| Henry Mitchell   | Dwier Brown                 | Czvetkó Sándor  |
| Alice Mitchell   | Heidi Swedberg              | Tallós Rita     |
| Margaret Wade    | Jacqueline Steiger          | Garai Dóra      |
| Gina Gillotti    | Alexa Vega                  | Csuha Bori      |
| Joey             | Danny Turner                | Előd Álmos      |
| Gunther          | Keith Reece                 | Szőke András    |
| Rendőr           | George Wendt                | Móni Ottó       |

## Televíziós megjelenések
RTL Klub, Film+, Cool

## Fordítás
Ez a szócikk részben vagy egészben  a   Dennis the Menace Strikes Again című angol Wikipédia-szócikk fordításán alapul.  Az eredeti cikk szerkesztőit annak laptörténete sorolja fel. Ez a jelzés csupán a megfogalmazás eredetét és a szerzői jogokat jelzi, nem szolgál a cikkben szereplő információk forrásmegjelöléseként.